# یوشیرو فوجیتا
یوشیرو فوجیتا (ژاپنی: 藤田 芳弘؛ زادهٔ ۱۲ آوریل ۱۹۵۲) ورزشکار فرنگی‌کار اهل ژاپن است.
وی در مسابقات بازی‌های آسیایی ۱۹۷۴ در ۹۰− کیلوگرم کشتی فرنگی، برندهٔ ۱ مدال نقره شده‌است.